# ボロジノ
座標: 北緯55度31分37秒 東経35度49分16秒 / 北緯55.52694度 東経35.82111度

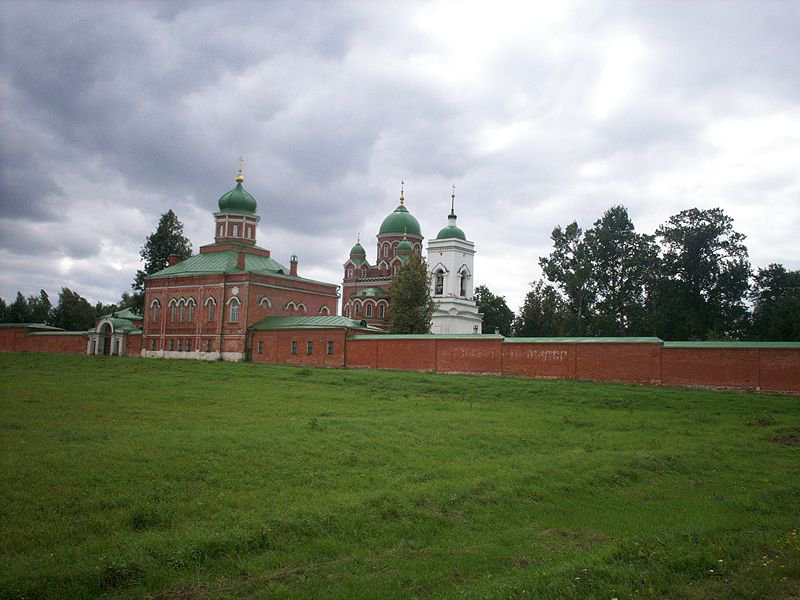
ボロジノに建つ救世主修道院

ボロジノ（ロシア語: Бородино́, Borodino）は、ロシアのモスクワ州西部のモジャイスキー地区にある村。首都モスクワからは西へ100km、最寄りの大きな町であるモジャイスク市の西12kmの位置にあり、モスクワ川の右岸に建つ。
ボロジノ村は、ナポレオン1世の大陸軍と、ミハイル・クトゥーゾフ率いるロシア帝国軍が戦った、1812年9月7日のボロジノの戦いの舞台として知られている。当時の戦場跡はボロジノ古戦場（Бородинское поле）と呼ばれ広大な範囲が保全されており、ボロジノ軍事史博物館および保護区がその中にあり、記念碑も建っている。
ボロジノは1941年10月からのモスクワの戦いでも、赤軍の第32狙撃師団と、ドイツ国防軍の中央軍集団に属する第10機甲師団やSS師団ライヒとの間の戦場になっている。